# Dubstep
Dubstep je subžánr EDM, který vznikl koncem 90. let 20. století v jižním Londýně. Dubstep je vzdáleně podobný původním stylům speed garage a grime. Od nich se odlišuje zejména důrazem na sub-bass a silnými experimentálními sklony, které vybízí spíše k instrumentální produkci.
První dubstepové desky byly vydány v roce 1998, jako temnější a experimentálnější instrumentální verze a remixy tracků ze stylu 2-step garage s funkovými a drum and bassovými základy. V roce 2001 začal londýnský klub Forward (též FWD>>) propagovat dubstep a podobné styly. Termín dubstep se začal používat okolo roku 2002, kdy byla již produkční stylistika potřebná k vytvoření takových remixů celkem ustálena a odlišena od stylů jako 2-step a grime. Dubstep (a zejména subžánr brostep) na internetu asi nejvíce zpropagovala skupina UKF – populární kanál sloužící pro volné šíření bassových tracků. V ČR je dubstepová scéna teprve v začátcích. I tak na české scéně nalezneme jména: Merak, Corborat, Dubsquad a také Kletis. Mezi největší eventy patří Outbreak, který pořadá Corborat a Dubsquad pod crew Undead Nation.

## Charakteristika
Hudební webová stránka Allmusic.com popsala celkový zvuk dubstepu jako pevně svinutou produkci s drtivou basovou linii a zvuky bicích pozpátku, které navíc obsahují uříznuté vzorky (samplování). Velmi často jsou přidány vokály. Podle Simona Reynoldse dubstep původně pochází z Velké Británie v rozmezí let 1989–99.
Dubstep se postupně uvolňoval u experimentálních UK tvůrců garážové tvorby. Tyto pokusy často končily neúspěchem. Podobně jako garáž je tento styl hudby temný. Dalšími rozlišovacími znaky, které jsou často používány, jsou hnací a rozptýlený rytmus s téměř všudypřítomnými sub-bassy. Někteří dubstep umělci také zahrnuli různé vnější vlivy.

## Další dělení dubstepu
- Brostep dnes mainstreamový subžánr dubstepu, význačný svou rychlostí a opuštěním sub-bassového základu
- Post-dubstep využívá mixování dalších stylů
- Harsher patrný vliv stylu Electro House
- Chilled dubstep (Chillstep) poklidný druh dubstepu, časté užití vokálů a nepříliš výrazných basů
- Riddim dubstep velmi rytmický (Riddim je patvar slova rytmus, v angličtině „rhythm“) a často repetitivní dubstep, jsou používány převážně amelodické zvuky
- Deathstep značně těžká a agresivní odnož dubstepu
- Robostep dubstep skládaný čistě počítačem
- Drumstep spojení dubstepu a drum and bassu
- Raggastep spojení dubstepu a reggae
- Melodic dubstep význačný hlavně melodickým dropem, většinou složený z hodně akordů, arpeggii a občasným growlem. Jedná se o nejemotivnější podžánr dubstepu
- Melodic riddim dubstep ve kterém se používají především color bass, tento podžánr se začíná dostávat do povědomí v roce 2020
- Orchestral dubstep spojení většinou těžkých dubstepových bubnů, growlů a orchestrálních nástrojů

## Interpreti
- 1uP
- 12th Planet – Brutální dubstep
- 501
- Adventure Club – často na něj tančí známý tanečník NONSTOP[1]
- Acting Damage
- ×∆NNETRIX×
- Algo
- Ajapai
- Alvin Risk – Dubstep
- Androa
- Atomize
- Au5
- AzeXiR – Dubstep, dnb a jiné EDM
- Bare
- Bare Noize – Dubstep, remixy
- Barely Alive
- Bear Grills
- Borgore – Brostep s explicitními texty
- Burial – jedním z nejznámějších představitelů moderního core dubstepu
- Caspa – Brostep
- Creation
- Cretin-Deathstep
- Chime – Melodic riddim
- Chrispy – Brostep, Rap
- Code:Pandorum – Deathstep
- Congi – Klasický UK Dubstep
- Cruel Reaction - Master of Brutal Robostep
- Datsik – Brostep s prvky hip-hopu
- DC Breaks
- Delta Heavy
- Destroid – skupina s hlavními členy Excision, Downlink a KJ Sawka
- Different Heaven
- Dirtyphonics
- Doctor P
- Dodge & Fuski
- Downlink
- Dubba Johny
- Dubsidia
- EH!DE
- Ekzoid
- Endorphin Takedown
- Eliminate
- Emalkay – často mírně arabsky znějící
- Eptic
- Example – spolupráce s Flux Pavilion a mnoha dalšími
- Excision – jeden z největších představitelů
- Feed Me – Techno a Dubstep
- Figure
- Flinch
- Flux Pavilion
- Gemini
- Geoxor – Melodický Dubstep
- Genetix
- Habstrakt
- Hatcha
- Horsepower Productions
- Jack Sparrow – Klasický UK Dubstep
- Jafu – Klasický UK Dubstep
- JPhelpz
- KDrew – Dubstep, Elektronika
- KillSonik
- Kill The Noise – Brostep
- Klaypex
- KOAN Sound
- KRAM
- Kretan
- Knife Party – Agresivní brostep
- Kode9 – UKF (dlouhodobě působící)
- Kraddy – Electro, Dubstep, Glitch
- Krewella – Dubstep a Electro
- Kromestar
- Lindsey Stirling – houslistka experimentující s dubstepem
- Liquid Stranger
- Loefah
- Lord Swan3x
- Lūx
- Mark Instinct
- MDK – vytvořil žánr zvaný Wubstep, což je kombinace dubstepu, electra, chiptune a jazzu
- Megalodon
- Midnight Tyrannosaurus – Deathstep
- Milanese
- Modestep – kombinace brostepu se zpěvem
- Monxx – Riddim dubstep
- Moonboy
- Moth
- Mount Eden
- MUST DIE!
- Nelur
- Nero
- Noisia
- N-Type
- Joe Nice
- Obsidia
- Osensiv3
- Overwerk
- Paul Flint
- Panda Eyes
- Papa Khan – Melodický Dubstep
- Pegboard Nerds
- Pinch
- Pixel Terror
- Porter Robinson
- Posij – experimentální
- Protohype
- RIOT
- Teminite
- Terravita
- The Plastician
- radasK – Melodický dubstep
- Raider
- Roksonix
- Rogue – Brostep a Drumstep
- Rusko – Brostep
- Ruckspin – Klasický UK Dubstep
- Sadhu
- Schoolboy
- Scuba
- Shackleton
- SKisM
- Space Laces
- Spag Heddy
- Skream
- Skrillex – „Jeden z hlavních představitelů brostepové scény“
- Spor
- Stephen Walking
- Soberts
- Subzee D
- Sub Focus
- Synkro – Klasický UK Dubstep
- Tantrum Desire
- Tech Itch
- Teminite
- Tes La Rok
- Tormen dubstep
- Tim Ismag
- Trampa
- Tristam
- Trolley Snatcha
- Twine
- Various Productions
- Vex'd
- Virtual Riot – několik podžánrů dubstepu
- Vexare
- Wubbaduck
- xKore
- Xilent
- Xtrullor – Orchestral dubstep
- yh
- Youngsta
- YUMMiE – Brutal Robostep
- Zeds Dead – Brostep
- Zomboy – Brostep

Pozn.: Tento výčet interpretů není úplný.